# Cyprinus multitaeniata
Cyprinus multitaeniata är en fiskart som beskrevs av Pellegrin och Chevey, 1936. Cyprinus multitaeniata ingår i släktet Cyprinus och familjen karpfiskar. IUCN kategoriserar arten globalt som otillräckligt studerad. Inga underarter finns listade i Catalogue of Life.